# Beneath Your Beautiful
Beneath Your Beautiful è un singolo del rapper inglese Labrinth eseguito con la collaborazione della cantante scozzese Emeli Sandé, e pubblicato nel'ottobre 2012 ed inserito nell'album di debutto del primo Electronic Earth.
Esso è stato caratterizzato da un forte successo a livello globale, raggiungendo il vertice delle classifiche sia in Regno Unito che in Irlanda: ha così regalato a Labrinth la sua prima hit numero uno.

## Tracce
Download digitale
1. Beneath Your Beautiful – 4:32 (Timothy McKenzie, Adele Emily Sandé, Mike Posner)